# Daniel Figueira
Daniel Alexis Leite Figueira, noto semplicemente come Daniel Figueira (Vizela, 20 luglio 1998), è un calciatore portoghese, portiere del Gil Vicente.

## Carriera

### Club
Cresciuto nel settore giovanile del Vitória Setúbal, debutta con la squadra riserve il 17 marzo in occasione dell'incontro di Segunda Liga pareggiato 1-1 contro il Famalicão.

### Nazionale
Ha giocato nelle nazionali giovanili portoghesi Under-19 ed Under-20.

## Statistiche

### Presenze e reti nei club
Statistiche aggiornate al 18 maggio 2024.
| Stagione                   | Squadra                    | Campionato                 | Campionato | Campionato | Coppe nazionali | Coppe nazionali | Coppe nazionali | Coppe continentali | Coppe continentali | Coppe continentali | Altre coppe | Altre coppe | Altre coppe | Totale | Totale |
| Stagione                   | Squadra                    | Comp                       | Pres       | Reti       | Comp            | Pres            | Reti            | Comp               | Pres               | Reti               | Comp        | Pres        | Reti        | Pres   | Reti   |
| -------------------------- | -------------------------- | -------------------------- | ---------- | ---------- | --------------- | --------------- | --------------- | ------------------ | ------------------ | ------------------ | ----------- | ----------- | ----------- | ------ | ------ |
| 2017-2018                  | Vitória Guimarães B        | LdH                        | 2          | -3         | -               | -               | -               | -                  | -                  | -                  | -           | -           | -           | 2      | -3     |
| 2018-2019                  | Vitória Guimarães B        | LdH                        | 27         | -40        | -               | -               | -               | -                  | -                  | -                  | -           | -           | -           | 27     | -40    |
| Totale Vitória Guimarães B | Totale Vitória Guimarães B | Totale Vitória Guimarães B | 29         | -43        |                 | -               | -               |                    | -                  | -                  |             | -           | -           | 29     | -43    |
| 2019-2020                  | Estoril Praia              | LdH                        | 22         | -22        | CP+CdL          | 0               | 0               | -                  | -                  | -                  | -           | -           | -           | 22     | -22    |
| 2020-2021                  | Estoril Praia              | LdH                        | 27         | -18        | CP+CdL          | 0               | 0               | -                  | -                  | -                  | -           | -           | -           | 27     | -18    |
| 2021-2022                  | Estoril Praia              | PL                         | 24         | -24        | CP+CdL          | 1+0             | -3 +0           | -                  | -                  | -                  | -           | -           | -           | 25     | -27    |
| 2022-2023                  | Estoril Praia              | PL                         | 32         | -41        | CP+CdL          | 1+1             | -1 + -2         | -                  | -                  | -                  | -           | -           | -           | 34     | -44    |
| 2023-2024                  | Estoril Praia              | PL                         | 12         | -29        | CP+CdL          | 3+5             | -5 + -3         | -                  | -                  | -                  | -           | -           | -           | 20     | -37    |
| Totale Estoril Praia       | Totale Estoril Praia       | Totale Estoril Praia       | 117        | -134       |                 | 11              | -14             |                    | -                  | -                  |             | -           | -           | 128    | -148   |
| Totale carriera            | Totale carriera            | Totale carriera            | 146        | -177       |                 | 11              | -14             |                    | -                  | -                  |             | -           | -           | 157    | -191   |

## Palmarès

### Club

#### Competizioni nazionali
- Segunda Liga: 1

Estoril Praia: 2020-2021